# Монтезе
Монтезе (итал. Montese) је насеље у Италији у округу Модена, региону Емилија-Ромања.
Према процени из 2011. у насељу је живело 1357 становника. Насеље се налази на надморској висини од 793 м.

## Становништво
Према резултатима пописа становништва 2011. у општини је живело 3.357 становника.
| 1931. | 1936. | 1951. | 1961. | 1971. | 1981. | 1991. | 2001. | 2011. |
| ----- | ----- | ----- | ----- | ----- | ----- | ----- | ----- | ----- |
| 6.881 | 7.085 | 6.517 | 4.719 | 3.864 | 3.476 | 3.167 | 3.181 | 3.357 |